# جكس: إنتر ذا جيكو
جكس: إنتر ذا جيكو (بالإنجليزية: Gex: Enter the Gecko)‏ ، تسمى في النسخة الأوروبية جكس 3دي: إنتر ذا جيكو (Gex 3D: Enter the Gecko) وتسمى في النسخة اليابانية لعنوان إنجليزي سبين تايل (SpinTail) ، هي لعبة فيديو إلكترونية من نوع منصات ومغامرات، صدرت في السوق العالمية سنة 1998م، وتعمل على عدة منصات وهي: بلاي ستيشن و مايكروسوفت ويندوز ونينتندو 64 وجيم بوي كولر.